# Chambre blanche
La Chambre blanche est un centre d'artistes consacré à l'ensemble des disciplines en arts visuels. Il est situé dans la ville de Québec.

## Description
Fondé en 1978, il s'agit du premier centre de diffusion géré par un collectif d’artistes à Québec. Sa programmation des toutes premières années touche principalement la performance, les pratiques alternatives en photographie et l’installation. Depuis 1982, le centre possède un programme d'artistes en résidence. Il possède un centre de documentation en art actuel ainsi que des laboratoires d'exploration de production numérique.

« La Chambre blanche est vouée à l’expérimentation des arts visuels et numériques, notamment des pratiques explorant les nouvelles technologies, dans un réseau international de résidence et d’échange. Ce laboratoire s’articule autour de la recherche, de la création, de la production, de la documentation, de la formation et de la diffusion. »

En 2010, le centre publie une première publication électronique intitulée Le performatif du Web qui s’interroge sur la notion du performatif et tente de la définir dans le contexte de l'art Web.